# Maurice aux Jeux olympiques d'été de 1996
Maurice participe aux Jeux olympiques d'été de 1996 à Atlanta aux États-Unis du 19 juillet au 4 août 1996. Il s'agit de sa 4e participation à des Jeux olympiques d'été.
La délégation mauricienne comporte 26 athlètes (21 hommes et 5 femmes) dans six sports (athlétisme, badminton, boxe, haltérophilie, judo et natation). Aucun de ces 26 athlètes n'a remporté de médaille. 

## Résultat

### Athlétisme

#### Hommes
Courses
| Athlète                                                           | Épreuve          | Séries        | Séries | Quarts de finale | Quarts de finale | Demi-finales | Demi-finales | Finale          | Finale |
| Athlète                                                           | Épreuve          | Résultat      | Rang   | Résultat         | Rang             | Résultat     | Rang         | Résultat        | Rang   |
| ----------------------------------------------------------------- | ---------------- | ------------- | ------ | ---------------- | ---------------- | ------------ | ------------ | --------------- | ------ |
| Barnabé Jolicoeur                                                 | 100 mètres       | 10 s 57       | 6e     | -                | -                | -            | -            | -               | -      |
| Judex Lefou                                                       | 110 mètres haies | 14 s 69       | 8e     | -                | -                | -            | -            | -               | -      |
| Gilbert Hashan                                                    | 400 mètres       | 49 s 94       | 7e     | -                | -                | -            | -            | -               | -      |
| Arnaud Casquette Barnabé Jolicoeur Dominique Méyépa Bruno Potanah | 4 × 100 mètres   | 40 s 92       | 7e     | -                | -                | -            | -            | -               | -      |
| Gilbert Hashan Éric Milazar Désiré Pierre-Louis Rudy Tirvengadum  | 4 × 400 mètres   | 3 min 08 s 17 | 4e     | -                | -                | -            | -            | -               | -      |
| Ajay Chuttoo                                                      | Marathon         | NC            | NC     | NC               | NC               | NC           | NC           | 2 h 42 min 07 s | 103e   |

Concours
| Athlète          | Épreuve          | Qualification | Qualification | Finale   | Finale |
| Athlète          | Épreuve          | Distance      | Rang          | Distance | Rang   |
| ---------------- | ---------------- | ------------- | ------------- | -------- | ------ |
| Kersley Gardenne | Saut à la perche | /             | DNF           | -        | -      |
| Khemraj Naïko    | Saut en hauteur  | 2,20 m        | 24e           | -        | -      |

### Badminton
| Stephan Beeharry                           | Simple messieurs  | battu par Machida (JPN) 2-0 (11-15, 5-15)      | - | - | - | - | - | - | - | - |
| Édouard Clarisse                           | Simple messieurs  | battu par Liu (TPE) 2-0 (10-15, 2-15)          | - | - | - | - | - | - | - | - |
| Martine de Souza                           | Simple dames      | battue par Wibowo (SUI) 2-1 (7-11, 11-7, 3-11) | - | - | - | - | - | - | - | - |
| Marie-Josephe Jean-Pierre                  | Simple dames      | battue par Mizui (JPN) 2-0 (2-11, 1-11)        | - | - | - | - | - | - | - | - |
| Stephan Beeharry Édouard Clarisse          | Doubles messieurs | battu par Staight Blackburn (AUS) 2-0 (/)      | - | - | - | - | - | - | - | - |
| Martine de Souza Marie-Josephe Jean-Pierre | Doubles dames     | battue par Schmidt Ubben (GER) 2-0 (/)         | - | - | - | - | - | - | - | - |
| Stephan Beeharry Martine de Souza          | Doubles mixte     | battu par Eriksen Kirkegaard (DEN) 2-0 (/)     | - | - | - | - | - | - | - | - |
| Édouard Clarisse Marie-Josephe Jean-Pierre | Doubles mixte     | battu par Crabo Antonsson (SWE) 2-0 (/)        | - | - | - | - | - | - | - | - |

### Boxe
Hommes
| Richard Sunee | Mouches (-51 kg) | battu par Albert Pakeyev 1-8   | -                           | - | - | - | - | - | - | - |
| Steve Naraina | Coqs (-54 kg)    | battu par Johnny Nolasco 14-18 | -                           | - | - | - | - | - | - | - |
| Josian Lebon  | Plumes (-57 kg)  | bat Serdar Yağlı 9-8           | battu par Pablo Chacón 7-14 | - | - | - | - | - | - |   |

### Haltérophilie
| Athlète                  | Compétition    | Arraché  | Arraché | Épaulé-jeté | Épaulé-jeté | Total    | Rang |
| Athlète                  | Compétition    | Résultat | Rang    | Résultat    | Rang        | Total    | Rang |
| ------------------------ | -------------- | -------- | ------- | ----------- | ----------- | -------- | ---- |
| Shirish Rummun           | 99-108 kg      | 132,5 kg | 20e     | 155,0 kg    | 18e         | 287,5 kg | 18e  |
| Gino Soupprayen Padiatty | Moins de 54 kg | 95,0 kg  | 21e     | 105,0 kg    | 21e         | 200,0 kg | 21e  |

### Judo
| Athlète          | Compétition | 1/32 de finale      | 1/16 de finale      | 1/8 de finale       | Quarts de finale    | Demi-finales        | Repêchage 1         | Repêchage 2         | Finale              | Finale  |
| Athlète          | Compétition | Adversaire Résultat | Adversaire Résultat | Adversaire Résultat | Adversaire Résultat | Adversaire Résultat | Adversaire Résultat | Adversaire Résultat | Adversaire Résultat | Rang    |
| ---------------- | ----------- | ------------------- | ------------------- | ------------------- | ------------------- | ------------------- | ------------------- | ------------------- | ------------------- | ------- |
| Antonio Felicité | 90 - 100 kg | éliminé             | éliminé             | éliminé             | éliminé             | éliminé             | éliminé             | éliminé             | éliminé             | éliminé |

| Athlète                 | Compétition | 1/32 de finale      | 1/16 de finale      | 1/8 de finale       | Quarts de finale    | Demi-finales        | Repêchage 1         | Repêchage 2         | Finale              | Finale  |
| Athlète                 | Compétition | Adversaire Résultat | Adversaire Résultat | Adversaire Résultat | Adversaire Résultat | Adversaire Résultat | Adversaire Résultat | Adversaire Résultat | Adversaire Résultat | Rang    |
| ----------------------- | ----------- | ------------------- | ------------------- | ------------------- | ------------------- | ------------------- | ------------------- | ------------------- | ------------------- | ------- |
| Marie Michelle St Louis | 66 - 72 kg  | éliminé             | éliminé             | éliminé             | éliminé             | éliminé             | éliminé             | éliminé             | éliminé             | éliminé |
| Priscilla Cherry        | 61 - 66 kg  | éliminé             | éliminé             | éliminé             | éliminé             | éliminé             | éliminé             | éliminé             | éliminé             | éliminé |

### Natation

#### Natation sportive
| Athlète           | Épreuve      | Séries        | Séries | Finale | Finale |
| Athlète           | Épreuve      | Temps         | Rang   | Temps  | Rang   |
| ----------------- | ------------ | ------------- | ------ | ------ | ------ |
| Bernard Desmarais | 100 m brasse | 1 min 09 s 05 | 3e     | -      | -      |

| Athlète      | Épreuve         | Séries  | Séries | Finale | Finale |
| Athlète      | Épreuve         | Temps   | Rang   | Temps  | Rang   |
| ------------ | --------------- | ------- | ------ | ------ | ------ |
| Ingrid Louis | 50 m nage libre | 29 s 56 | 6e     | -      | -      |